# Bounty
Bounty (щедрість) — цукерка з м'якоттю кокоса, покрита молочним шоколадом. Випускається компанією Mars, Inc (в Україну завозилась до 2014 року із Росії — ТОВ «Марс») в країнах Європи, Океанії та Близького Сходу.
З середини 1990-х років у США шоколадні батончики «Баунті» не випускаються, а імпортуються з Європи.

## Загальний опис
Цукерка випускається у двох варіантах — з молочним і темним шоколадом. З молочним шоколадом батончик має блакитну упаковку, з темною — червоно-коричневу. З 2007 року батончики з темним шоколадом перестали продаватися в Україні, проте 2011 року знову з'явилися у продажу. Із середини 1990-х років у США шоколадні батончики «Баунті» не випускаються, а імпортуються з Європи. Також є три різновиди шоколадного батончика: батончик зі смаком манго, зі смаком ананаса та «Баунті тріо» — збільшена упаковка, порівняно зі стандартною.

## Асортимент
В Україні в роздрібній торгівлі, трапляються упакування батончиків таких видів:
- Bounty — 57 г (2 батончики по 28,5 г);
- Bounty Trio — 85,5 г (3 батончики по 28,5 г).

## Характеристика
| Bounty Харчова цінність в 100 г продукту |        |
| --- | ------ |
| Енергетична цінність 488 ккал / 2040 кДж |        |
| \| Білки \| 3,8 \| \| Жири \| 26 \| \| насичені \| 21,4 \| \| Вуглеводи \| 58.5 \| \| дисахариди \| 47,9 \| \| \| \| \| \| \| \| Натрій \| 100 мг \| \| \| \| |        |
| |        |
| Білки | 3,8    |
| Жири | 26     |
| насичені | 21,4   |
| Вуглеводи | 58.5   |
| дисахариди | 47,9   |
| |        |
| |        |
| Натрій | 100 мг |
| |        |

- Термін придатності: близько 7 місяців з дати виготовлення.
- Зберігати при температурі від +5 °C до +22 °C при відносній вологості не більше 70 %.
- Продукт пройшов добровільну сертифікацію.

### Склад
- Начинка: сушена м'якоть кокоса, цукор, глюкозний сироп, емульгатор (гліцерин моностеарат), регулятор вологості (гліцерин), сіль, ідентичний натуральному ароматизатор (ванілін).
- Шоколад: цукор, какао масло, незбиране сухе молоко, какао терте, лактоза, молочний жир, емульгатор (лецитин), ідентичний натуральному ароматизатор (ванілін), молоко сухе знежирене.

## Цікаві факти
- Рекламні ролики знімаються виключно на тлі тропічного острова, найчастіше це таїландський острів Самуї.
- Рекламний слоган: «Bounty — райська насолода», дослівно з англійської мови: «Смак раю» («The Taste of Paradise»).